# Gadi Jaciv
Gadi Jaciv (hebrejsky: גדי יציב, žil 5. dubna 1937 – 25. září 2004) byl izraelský vysokoškolský učitel, politik a poslanec Knesetu za stranu Mapam.

## Biografie
Narodil se ve vesnici Na'an. Sloužil v izraelské armádě, kde působil u jednotek Nachal. Vystudoval sociologii na Hebrejské univerzitě a na London School of Economics. Získal doktorát ze sociologie. Učil na Hebrejské univerzitě.

## Politická dráha
Byl členem mládežnického hnutí ha-No'ar ha-Oved ve-ha-Lomed, v roce 1967 patřil mezi zakladatele hnutí Mír a bezpečnost. Ve volbách v roce 1969 vedl kandidátku Rešimat Šalom (Mírová kandidátka, רשימת שלום), ale ta neuspěla. V roce 1979 se připojil ke straně Mapam, byl jejím politickým tajemníkem. Je jedním ze zakladatelů Centra pro socialistické studie v Giv'at Chaviva, podílel se také na založení pacifistického hnutí Šalom achšav.
V izraelském parlamentu zasedl po volbách v roce 1984, do nichž šel za stranu Ma'arach. Mandát ale získal až dodatečně, v březnu 1988, jako náhradník poté, co rezignoval poslanec Viktor Šem-Tov, který už poté svůj mandát neobhájil. V té době již členové Mapam opustili společný poslanecké klub Ma'arach a fungovali jako samostatná frakce. Jaciv byl členem výboru pro ekonomické záležitosti, výboru pro ústavu, právo a spravedlnost a výboru pro záležitosti vnitra a životního prostředí. Ve volbách v roce 1988 mandát poslance neobhájil.